# ميشيل بيريز
ميشيل بيريز (بالإنجليزية: Michel Perez)‏ (و. – م) هو ممثل، وعازف قيثارة، وعازف جاز، وملحن، من فرنسا.

## وصلات خارجية
- ميشيل بيريز على موقع IMDb (الإنجليزية)